# Банк Харбіна

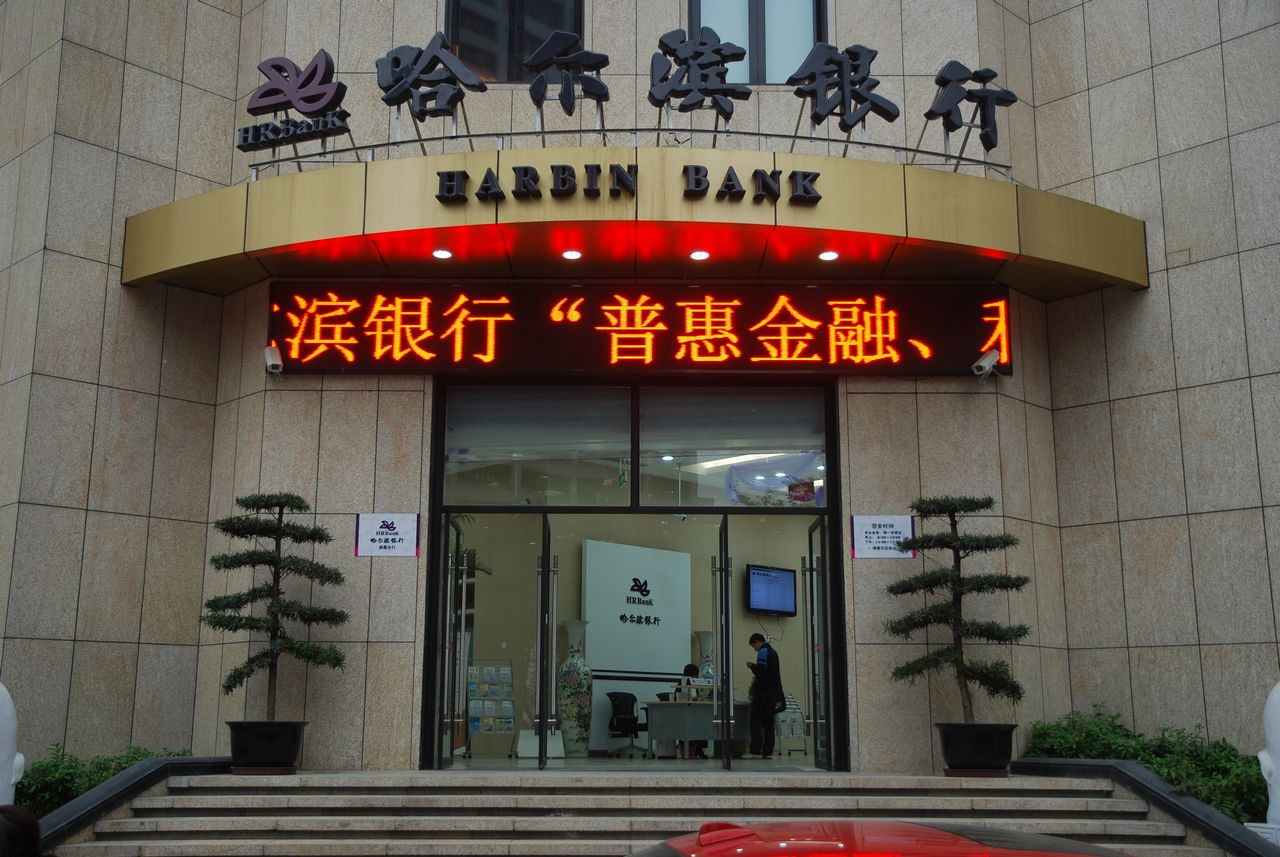
Відділення банку в Ченду

Банк Харбіна або Харбінський банк (кит.: 哈尔滨银行) — комерційний банк зі штаб-квартирою в Харбіні, провінція Хейлунцзян, КНР. Заснований у лютому 1997 як Харбінський Міський Комерційний Банк, відкрив відділення тільки в Харбіні, але в 2007 поміняв назву на Банк Харбіна і відкрив відділення в Даляні, Тяньцзіні, Шуан'яшані та Цзісі.
На кінець 2020 у банку було 17 відділень та 32 дочірніх міських та сільських банків у 14 провінціях КНР. Близько половини виручки припадає на провінцію Хейлунцзян, а також значно присутність в інших північно-східних провінціях, на південному заході та півночі країни. Клієнтами банку в основному є малий та середній бізнес та фермери.
Основними акціонерами банку Харбіна є державні інвестиційні фонди (у сумі понад 50 % акцій), а також тайванська фінансова група Fubon Financial Holding (6,87 %).

## Історія
Заснований у 1921. Пізніше об'єднаний із Центральним Банком Маньчжурії.
Повторно засновано в 1944 у результаті об'єднання банків Детай і Дачен, 36 % акцій якого були у власності Уряди Японії та Центрального Банку Маньчжурії, який реквізовано Урядом КНР 1954.